# 파비오 카스티요
파비오 카스티요(Fabio Castillo, 1989년 2월 19일 ~ )은 도미니카 공화국의 야구 선수이자, 센트럴 리그 전 사이타마 세이부 라이온스의 투수이다.

## 미국 프로야구 시절
2006년에 텍사스 레인저스에 입단하였다.

## 한국 프로야구 시절

### 한화 이글스시절
2016년 6월 20일, 25만 달러에 알렉산드로 마에스트리의 대체 용병으로 영입되었다. 시속 100마일에 육박하는 패스트볼을 가진 파이어볼러이다.
2016년 11월 30일 한화 이글스에서 방출되었다.

## 미국 프로야구 복귀
2016 시즌 후 LA 다저스와 마이너계약을 하였다. 2017년에 메이저 리그 데뷔 전을 치렀다.

## 일본 프로야구 시절

### 사이타마 세이부 라이온스시절
2017년 12월 12일, 닐 와그너와 함께 새로운 외국인 투수로 영입 되었다.

## 플레이 스타일
최고 160에 육박하는 포심 패스트볼과 150km 초중반대의 투심을 던지며,
주로 사용하는 변화구는 최고 140km 초중반대의 슬라이더와 130km대의 체인지업, 120km 중후반의 파워 커브를 던진다. 단점은 불안한 제구력, 단조로운 구종, 수비 능력 부족이다.